# 3-та армия (Германска империя)
Вижте пояснителната страница за други значения на 3-та армия (Вермахт).
| Райхсхер | Райхсхер   | Райхсхер |
| -------- | ---------- | -------- |
| 2-ра А   | 3-та армия | 4-та А   |

3-та армия (на немски: Deutsches 3. Armee) е една от армиите на сухопътните войски на Райхсхера, сформирана по време на Първата световна война.

## История

### Първа световна война
След мобилизацията на Германия през 1914 г. Макс фон Хаузен получава командването на 3-та армия, сформирана предимно от саксонци. Сражава се в битките по фронтовата линия, главно в боевете за Динан както и в битката при Шарлеруа по-късно. През септември на същата година става отговорна за унищожаването на град Реймс, Франция. Малко след отстъплението на 2-ра армия при Марненското сражение по-късно, генерал фон Хаузен забелязва фланга му непокрит и също нарежда отстъпление. След стабилизирането на предната част по крайбрежието на река Айзне фон Хаузен бива освободен от командването и заменен от генерал Карл фон Айнем.

### Командири
- Генерал-полковник Макс фон Хаузен (2 август 1914 – 12 септември 1914)
- Генерал от кавалерията Карл фон Айнем (12 септември 1914 – 18 януари 1919)